# Oliemolen van Weustenrade
De Oliemolen van Weustenrade is een voormalige watermolen bij Weustenrade in de Nederlandse provincie Limburg. Het molengebouw ligt aan de Oliemolenstraat ten noordoosten van het dorp in het gehucht Oliemolen, later gehucht Kasteelbeemden. Vroeger stond de molen op de Geleenbeek en werkt gebruikt als oliemolen. Op de beek lag stroomopwaarts de Eikendermolen en stroomafwaarts de Brommeldermolen en de Kathagermolen.
Het gebouw is een rijksmonument. Van de molen zijn de drie molenstenen van de kollergang nog te vinden tegen de gevels van het gebouw.

## Geschiedenis
Rond 1800 of eerder is de watermolen gebouwd als oliemolen.
In het midden van de 19e eeuw had de watermolen een onderslagrad met een breedte van 55 centimeter en een doorsnede van 5,9 meter.
In de jaren 1880 verving men het onderslagrad door een middenslagrad met een breedte van 55 centimeter en een doorsnede van 5,64 meter. Daarbij bracht men ook een krop aan tegen het rad (kroprad).
In de jaren 1950 was de Geleenbeek gekanaliseerd waardoor de molen niet meer direct aan de beek lag. Rond 1960 ging de molen buiten bedrijf en werd het gebouw gerestaureerd en geschikt gemaakt voor bewoning. In 1973 heeft er nogmaals een restauratie plaatsgevonden.